# ألان ويذرز
ألان ويذرز (بالإنجليزية: Alan Withers)‏ هو لاعب كرة قدم بريطاني، ولد في 20 أكتوبر 1930 في Bulwell ‏ في المملكة المتحدة. لعب مع لينكولن سيتي أف سي ونادي بلاكبول ونوتس كاونتي.